# Napuland
Napuland è un videogioco indipendente italiano. Ambientato nella città di Napoli, il gioco combina elementi fantastici e satirici con una critica sociale alla criminalità e all'inciviltà urbana.

## Trama
In Napuland, la città di Napoli è minacciata dai Lutam, esseri oscuri che rappresentano l'inciviltà e la criminalità. Quando rapiscono Pulcinella, i cittadini si rivolgono a una maga del Vesuvio, che crea un corno magico. Questo dà vita a Napuel, un supereroe azzurro che ha il compito di liberare la città, salvare Pulcinella e combattere la trasformazione degli abitanti in Cuozzi, mostruose caricature dei comportamenti antisociali.

## Sviluppo
Il gioco è stato sviluppato da Giuseppe Tattoli nel corso di circa due anni. L'autore ha affermato di aver tratto ispirazione dalla sua esperienza personale e dal desiderio di trasmettere messaggi educativi, in particolare ai giovani, attraverso il linguaggio del videogioco.
La colonna sonora del videogioco è firmata da Silvio Tattoli, mentre la sigla ufficiale è stata realizzata dai Sud Globalix. Sono presenti anche avatar di artisti napoletani come Teresa De Sio, Roberto Colella de La Maschera, Tommaso Primo, Gabriele Esposito e Pier Macchiè, oltre a numerosi altri esponenti della scena musicale e culturale napoletana.

## Caratteristiche
Napuland presenta una grafica che richiama lo stile dei videogiochi della PlayStation 2. L'ambientazione riproduce fedelmente luoghi simbolici della città, come il lungomare di Mergellina, Piazza del Plebiscito e il Castel dell'Ovo. Il gameplay si incentra sulla trasformazione dei nemici (Cuozzi) invece che sulla loro eliminazione, promuovendo un messaggio di redenzione e cambiamento positivo.

## Pubblicazione
Il gioco è stato pubblicato il 27 maggio 2025 su Microsoft Windows. In seguito, è previsto l'arrivo anche su Steam, Epic Games Store e Android.

## Accoglienza
Napuland ha ricevuto ampia copertura da parte di media nazionali e locali. Il gioco è stato definito una forma originale di sensibilizzazione civica.